# Growing Up (Hi-Standard)
Growing Up is het debuutalbum van de Japanse punkband Hi-Standard. Het werd in de Verenigde Staten uitgegeven door Fat Wreck Chords op 13 augustus en in Japan op 1 november door het Japanse label Pizza of Death Records en door Toy's Factory, het distributielabel van Pizza of Death Records. Het album bevat twee covers, namelijk de nummers "Since You Been Gone" van Rainbow en "Saturday Night" van Bay City Rollers.

## Nummers
1. "Summer of Love" - 1:47
2. "Wait for the Sun" - 2:18
3. "Who'll Be the Next" - 2:46
4. "Lonely" - 2:24
5. "Saturday Night" (Coulter, Martin) - 2:06
6. "I'm Walkin'" - 2:07
7. "Maximum Overdrive" - 2:43
8. "Growing Up" - 2:00
9. "Tell Me Something, Happy News" - 2:02
10. "New Life" - 1:46
11. "Since You Been Gone" (Ballard) - 2:06
12. "Kiss Me Again" - 2:24
13. "Sunny Day" - 3:06
14. "In the Brightly Moonlight" - 3:12

## Muzikanten
Band
- Akihiro Nanba - zang, basgitaar
- Ken Yokoyama - gitaar, zang
- Akira Tsuneoka - drums

Aanvullende muzikanten
- Morty Okin - trompet
- Lars Nylander - hoorn , trombone
- Gerry Lundquist - trombone
- Skankin' Pickle - trompet